# Peplometus
Peplometus este un gen de păianjeni din familia Salticidae.
Cladograma conform Catalogue of Life:
| Peplometus | \| \| Peplometus biscutellatus \| \| \| \| \| \| Peplometus chlorophthalmus \| \| \| \| |
|            | \| \| Peplometus biscutellatus \| \| \| \| \| \| Peplometus chlorophthalmus \| \| \| \| |
|            | Peplometus biscutellatus                                                                |
|            |                                                                                         |
|            | Peplometus chlorophthalmus                                                              |
|            |                                                                                         |